# Аллен Лейн
Сер Аллен Лейн Вільямс (21 вересня 1902, Бристоль, Англія, Велика Британія — 7 липня 1970, Нортвуд, Англія, Велика Британія) — британський видавець і засновник видавництва Penguin Books у 1935 році, яке випустило на масовий ринок високоякісну художню та нон-фікшн літературу в м'якій обкладинці.
У 1967 році він почав друкувати книжки у твердій палітурці під власним ім'ям Аллен Лейн.

## Життєпис
Аллен Лейн Вільямс народився у Бристолі в родині Камілли Лейн (дошлюбне прізвище) і Самуеля Вільямса. Закінчив Бристольську граматичну школу. В 1919 році був стажером у видавництві його дядька The Bodley Head. Щоб зберегти справу бездітного Джона Лейна, Аллен разом із близькими змінив прізвище на Лейн.
Лейн одружився з Летицією Люсі Орр, дочкою сера Чарльза Орра (28 червня 1941 року) і мав трьох дочок: Клер, Крістін та Анну. 
У 1952 році його посвятили в лицарі.

## Кар'єра

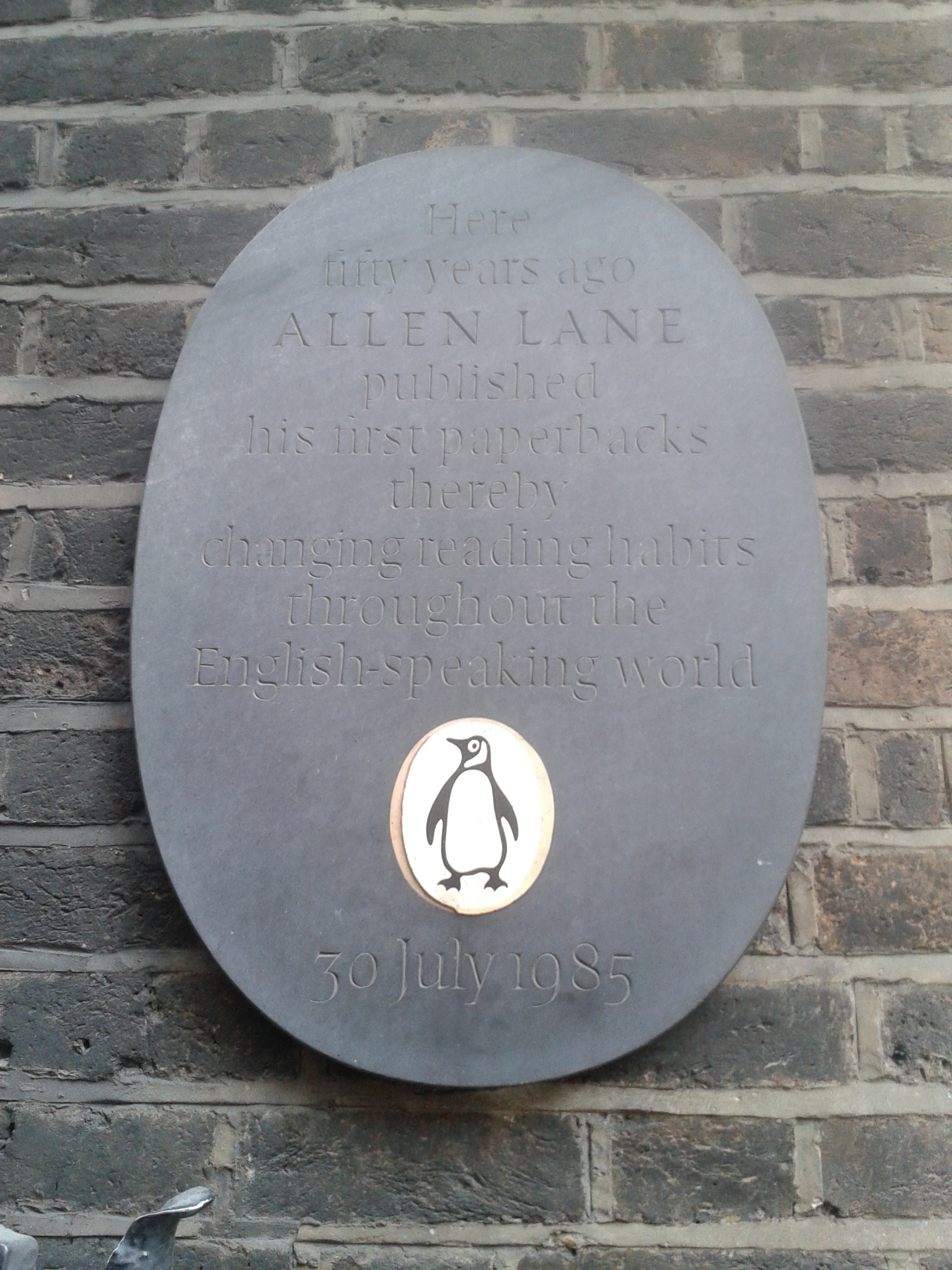
Меморіальна дошка на честь п’ятдесятої річниці заснування Penguin Books Алленом Лейном на вулиці Віго, 8

Він швидко здобув успіх в The Bodley Head, ставши головним редактором у 1925 році після смерті дядька. Через конфлікт із радою директорів, яка побоювалася юридичних наслідків від публікації скандальної книги Джеймса Джойса «Улісса», Лейн заснував Penguin Books у 1935 році як частину The Bodley Head.
Penguin Books стала окремою компанією вже наступного року.  Легенда свідчить, що повертаючись потягом після відвідин Агати Крісті в 1934 році, Лейн опинився на станції Ексетер Сент-Девідс, не маючи нічого для прочитання.  Саме тоді йому спала на думку ідея створити якісні дешеві видання в м'якій обкладинці, які можна було б продавати в торговельних автоматах. Перший, так званий «Пінгвінкубатор» встановили біля Хендерсона на Чарінг-Крос-Роуд.
Більшість книготорговців і авторів спочатку виступали проти ідеї м’якої палітурки, оскільки вважали, що такі видання змусять людей витрачати менше грошей. Однак Лейн був непохитний у своїх переконаннях та рішучий у реалізації своєї ідеї. Він часто послуговувався власними інтуїцією та уявою. «Він процвітав у кризових ситуаціях і повністю оживав перед викликами великих дилем». Лейн був справжнім новатором: як тільки у нього виникала ідея, він не заспокоювався, поки не втілював її в реальність. Після вирішення випускати видання в м’якій обкладинці Аллен розпочав роботу над розробкою їхнього дизайну та підбором назв. Оскільки книги планувалося перевидавати, Лейн звернувся до інших видавництв, аби дізнатися, чи готові вони передати права на свої твори для подальшої публікації. Як він сам зазначав: «Я ніколи не міг зрозуміти, чому дешеві видання не можуть бути так само добре оформлені, адже хороший дизайн не дорожчий за поганий».  
Едвард Янг створив горизонтальні смуги та використав шрифт Gill Sans Bold для напису на обкладинці, а також відвідав зоопарк у Ріджентс-Парку для ескізів пінгвінів. Аллен Лейн прагнув, щоб дизайн обкладинки був простим і впізнаваним. У 1937 році шрифт змінили на Times New Roman. Книги серії Pelican були присвячені нон-фікшн літературі: пінгвіни мали розважати, а пелікані — просвітлювати. У 1950-х роках компанія значно розширилася, відкривши великі філії в Австралії та США. Проте стиль управління Лейна призвів до конфліктів із керівниками офісу в США, що згодом залишили Penguin Books і заснували Bantam Books та New American Library.
Виробництво книг у м’якій обкладинці набуло успіху, і Лейн розширив свій бізнес, заснувавши серії Pelican Books (1937), Puffin Books (1940) і Penguin Classics (1945). Одним із визначальних кроків стало публікування нецензурованого видання роману Д. Г. Лоуренса «Коханець леді Чаттерлей», що стало важливим експериментом для перевірки застосування Закону про непристойні публікації 1959 року.
У 1965 році, під час спроби головного редактора Тоні Годвіна та ради директорів усунути його, Лейн викрав і спалив увесь тираж книги французького карикатуриста Сіне «Різанина». 
Лейн звільнив Годвіна та зберіг контроль над Penguin, однак був змушений піти у відставку після діагностування раку кишечника. Він помер у 1970 році в Нортвуді. 

## Спадщина
У 2010 році видавництво Penguin Random House Canada запустило імпринт, названий на честь Аллена Лейна, для видання престижної нон-фікшн літератури відомих авторів.

## Подальше читання
- Cavendish, Richard (29 червня 2010). The First Penguin Paperbacks. History Today. 60 (7). Архів оригіналу за 29 жовтня 2010. Процитовано 21 липня 2021.
- Hare, Steve (1995). Penguin Portrait: Allen Lane and the Penguin Editors, 1935–1970. London: Penguin Books. ISBN 9780140238525. OCLC 33085920.
- Kells, Stuart (2015). Penguin and the Lane Brothers: The Untold Story of a Publishing Revolution. Collingwood, Vic., Australia: Black Inc. ISBN 9781863957571. OCLC 908806724.
- Morpurgo, Jack E. (1979). Allen Lane: King Penguin: A Biography. London: Hutchinson. ISBN 9780091396909. OCLC 185461758.

## Зовнішні посилання
- University of Bristol Library Special Collections. Penguin Archive. Архів оригіналу за 17 травня 2010.
- Horatio Morpurgo, Lane's grandson (September 2008). Lady Chatterley's Defendant: Allen Lane and the Paperback Revolution (a portrait of Allen Lane).
- Toby Clements (19 лютого 2009). History of the Penguin Archive. The Daily Telegraph. London, UK. Процитовано 23 квітня 2010.
- BBC Radio 4 programme about Allen Lane by author Michael Morpurgo, his son-in-law.